# 沈秉锴
沈秉锴，字叔凯，福建福州人，中华民国早期福建省中国同盟会会员。其祖父是沈葆楨之弟沈辉宗。
宣統年间毕业于廷試游学，著以七品小京官，按照所学科目分部补用。后留学于日本大阪高等工业学校。加入同盟会后成为情报人员，孙中山卸任临时大总统后曾到福州八角楼拜访。
民国11年（1922年），霞浦县知事蔡枢出逃，当时闽东地区由北洋陆军第十一旅驻防，遂于10月遣沈秉锴接任霞浦县知事，在任时为十一旅招兵买马，终日饮酒，超征钱粮。民国17年任连江县知事。